# Euphrasia spatulifolia
Euphrasia spatulifolia är en snyltrotsväxtart som beskrevs av Francis Whittier Pennell. Euphrasia spatulifolia ingår i släktet ögontröster, och familjen snyltrotsväxter. Inga underarter finns listade i Catalogue of Life.